# Colburn Automobile Company
Colburn Automobile Company war ein US-amerikanischer Hersteller von Automobilen.

## Unternehmensgeschichte
Ernest A. Colburn gründete 1906 das Unternehmen in Denver in Colorado. Ende 1906 begannen seine Söhne Ernest A. Colburn jr. und H. C. Colburn mit der Produktion von Automobilen, die als Colburn vermarktet wurden. Zeitweise waren 35 Personen beschäftigt. Die Absatzplanungen für 1907 beliefen sich auf 50 Fahrzeuge. 1910 war das beste Jahr. 1911 endete die Produktion, da sie nicht wirtschaftlich war. Im Februar 1912 wurde dies öffentlich bekanntgegeben. Während vorher schon Elektroautos von Rauch & Lang und Dampfwagen von der White Motor Company vertrieben wurden, kam nun der Verkauf von Fahrzeugen von der National Motor Vehicle Company dazu.
Es ist nicht bekannt, wann das Unternehmen aufgelöst wurde.

## Fahrzeuge
Im Angebot standen ausschließlich Fahrzeuge mit Vierzylindermotoren. Anfangs gab es auffällige Modellbezeichnungen.
Die Modellreihe von 1906 wurde Rex Alta genannt. Der Motor leistete 25 PS. Der Radstand betrug 272 cm. Zur Wahl standen Model C als Tourenwagen und Model D als Roadster.
1907 wurde daraus der Skyscraper. Die Daten blieben unverändert.
1908 wurde die Motorleistung auf 30 PS erhöht und der Radstand auf 274 cm verlängert. Die zusätzliche Modellbezeichnung entfiel. Die Fahrzeuge wurden nun einfach Model C und Model D genannt.
1909 blieben diese beiden Ausführungen unverändert. Das Model H ergänzte das Sortiment. Sein Motor war mit 40/45 PS angegeben. Das Fahrgestell hatte 295 cm Radstand. Er war als Tourenwagen erhältlich.
1910 gab es drei Modelle. Das Model E hatte 35 PS Motorleistung, 274 cm Radstand und Aufbauten als fünfsitziger Tourenwagen und als dreisitziger Roadster. Das Model H hatte einen 45-PS-Motor, 290 cm Radstand und eine siebensitzige Tourenwagenkarosserie. Das Model M mit 30 PS und 284 cm Radstand gab es als fünfsitzigen Tourenwagen und als viersitzigen Roadster.
1911 beschränkte sich das Sortiment auf das Model N. Der Motor leistete 38 PS. Der Radstand betrug 310 cm. Der offene Tourenwagen bot Platz für sieben Personen.

## Renneinsätze
1909 gewann ein Fahrzeug ein Rennen in Denver gegen Konkurrenten von Chalmers, Marmon, Moon und Oldsmobile.

## Modellübersicht
| Jahr | Modell     | Ausführung | Zylinder | Leistung (PS) | Radstand (cm) | Aufbau                                  |
| ---- | ---------- | ---------- | -------- | ------------- | ------------- | --------------------------------------- |
| 1906 | Rex Alta   | Model C    | 4        | 25            | 272           | Tourenwagen                             |
| 1906 | Rex Alta   | Model D    | 4        | 25            | 272           | Roadster                                |
| 1907 | Skyscraper | Model C    | 4        | 25            | 272           | Tourenwagen                             |
| 1907 | Skyscraper | Model D    | 4        | 25            | 272           | Roadster                                |
| 1908 | Model C    |            | 4        | 30            | 274           | Tourenwagen                             |
| 1908 | Model D    |            | 4        | 30            | 274           | Roadster                                |
| 1909 | Model C    |            | 4        | 30            | 274           | Tourenwagen                             |
| 1909 | Model D    |            | 4        | 30            | 274           | Roadster                                |
| 1909 | Model H    |            | 4        | 40/45         | 295           | Tourenwagen                             |
| 1910 | Model E    |            | 4        | 35            | 274           | Tourenwagen 5-sitzig, Roadster 3-sitzig |
| 1910 | Model H    |            | 4        | 45            | 290           | Tourenwagen 7-sitzig                    |
| 1910 | Model M    |            | 4        | 30            | 284           | Tourenwagen 5-sitzig, Roadster 4-sitzig |
| 1911 | Model N    |            | 4        | 38            | 310           | Tourenwagen 7-sitzig                    |